# Heteropoda gourae
Heteropoda gourae este o specie de păianjeni din genul Heteropoda, familia Sparassidae, descrisă de Monga, Sadana și Singh, 1988. Conform Catalogue of Life specia Heteropoda gourae nu are subspecii cunoscute.